# Заречье (Маркушевское сельское поселение)
Заречье — деревня в Тарногском районе Вологодской области. Административный центр Маркушевского сельского поселения и Маркушевского сельсовета.
Расстояние до районного центра Тарногского Городка по автодороге — 22 км. Ближайшие населённые пункты — Шевелевская, Нестериха, Черняково.
По переписи 2002 года население — 367 человек (177 мужчин, 190 женщин). Преобладающая национальность — русские (99 %).